# Dusona veraepacis
Dusona veraepacis là một loài tò vò trong họ Ichneumonidae.